# Plonek
Plonek (starop. plon – łup, zdobycz, zysk, żniwo) – domowy demon opiekuńczy występujący w podaniach wierzeniowych ludności na terenie Polski środkowej (Kalisz, Wieluń, Olesno).
Wyglądem przypominał czarnego koguta. Pomnażał dobytek swojemu zwolennikowi, m.in. znosił całe stosy ziarna, przy czym nigdy nie mieszał poszczególnych gatunków, dbał o urodzaj na polach. Zamieszkiwał w stodole. W ścianie szczytowej budynku zostawiano obluzowaną deskę, by stworek nie miał problemów z wejściem. Dokarmiano go codziennie, a informację na temat ulubionej potrawy plonka trzymano w tajemnicy i przekazywano z pokolenia na pokolenie. Dobrze traktowany demon potrafił służyć wiele lat, natomiast leniwych i gnuśnych gospodarzy nie lubił i zaczynał psocić, hałasować i niszczyć zbiory.